# Trefaldighetens-Sergius lavra
Trefaldighet-Sergius lavra (ryska: Тро́ице-Се́ргиева ла́вра) är det viktigaste lavra-klostret i Ryssland och den rysk-ortodoxa kyrkans andliga centrum. Klostret ligger i staden Sergijev Posad, omkring 70 km nordost om Moskva vid vägen mot Jaroslavl. I klostret bor idag omkring 300 munkar.

## Historia
Klostret grundades 1345 av ett av de mest vördade ryska helgonen, Sergius av Radonezj, som byggde en träkyrka till den heliga Treenigheten på Makovetskullen. Första utvecklingen av munkkommuniteten är väldokumenterad i samtidens Sergius och hans anhängares liv.

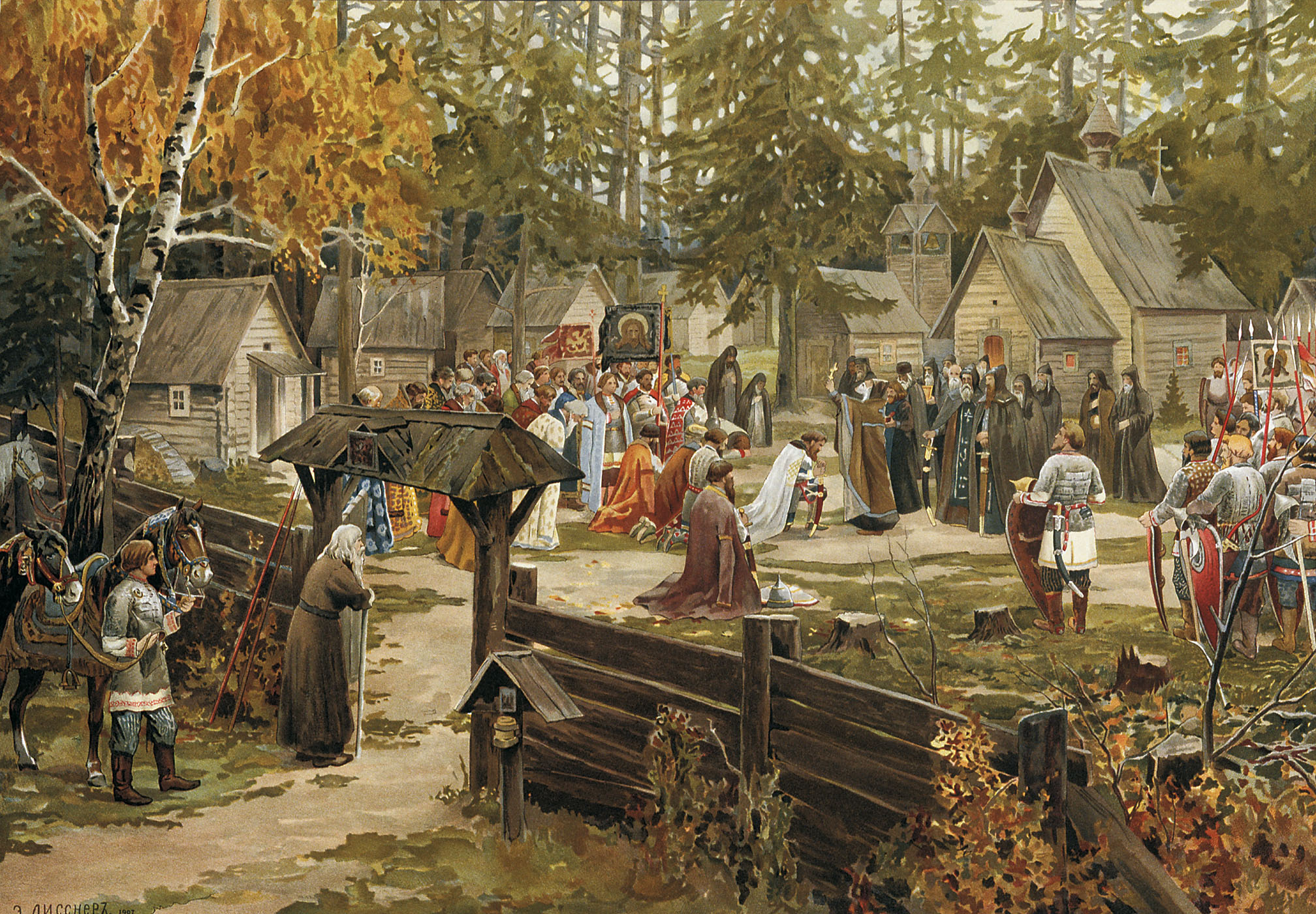
Sergius av Radonezj välsignar Dmitrij Donskoj före Slaget vid Kulikovo.

År 1355 skrev Sergius en stiftelseurkund vilken krävde byggandet av flera byggnader, såsom refektorium, kök och bageri. Denna urkund var modell för Sergius många efterföljare som grundade fler än 400 kloster över hela Ryssland, däribland de kända Solovetskijklostret, Kirillo-Belozerskijs kloster och Simonovklostret.
Sankt Sergius stödde Dmitrij Donskoj i hans kamp mot tatarerna och skickade två av sina munkar Peresvet och Osljabja, att delta vid Slaget vid Kulikovo (1380). Vid slagets utbrott dog Peresvet i en strid mot en tatarisk bogatyr. Klostret skadades i en brand, då en tatarisk enhet plundrade området 1408.

## 1400-talet

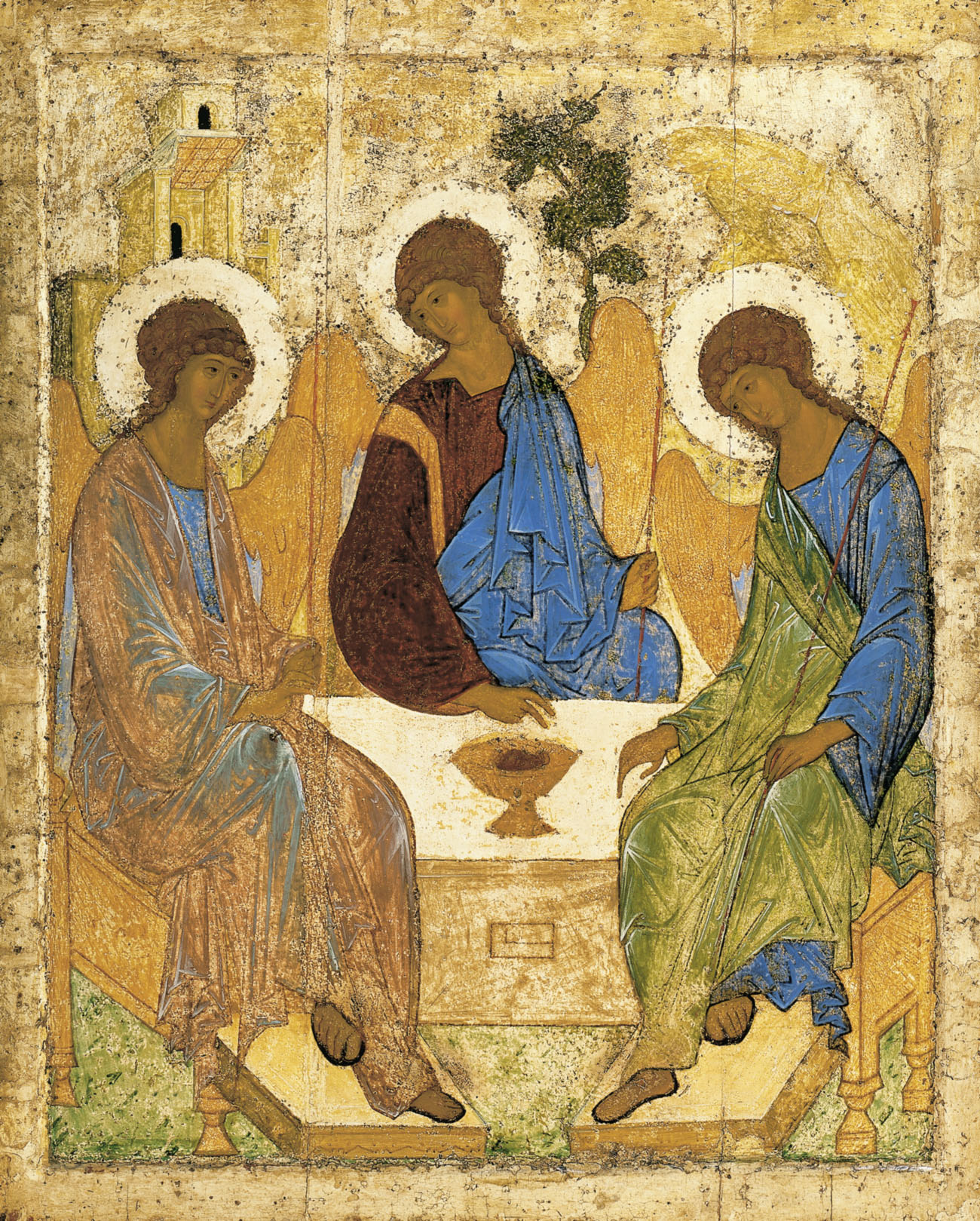
Rublevs ikon Treenigheten är det centrala motivet i Trefaldighetskatedralens ikonostas.

Sankt Sergius upphöjdes till Rysslands skyddshelgon 1422. Samma år uppfördes den första stenkatedralen av en grupp serbiska munkar som fått skydd i klostret efter Slaget vid Kosovo Polje. Relikerna efter Sankt Sergius finns ännu att beskåda i denna katedral, tillägnad Treenigheten. De största ikonmålarna i medeltidens Ryssland, Andrej Rubljov och Daniil Tjornyj, kallades in för att dekorera katedralen med fresker. Traditionellt döptes moskovitiska furstar i katedralen och det hölls tacksägelsegudstjänster här.
År 1476 bjöd Ivan III in flera mästare från Pskov för att bygga Helige Andens kyrka. Denna vackra byggnad är ett av de få återstående exemplen på en rysk kyrka med klocktorn. Interiören består av de tidigaste exemplen på användningen av kakelplattor som dekoration. I början av 1500-talet lade Vasilij III till Nikonannexet och Serapiontältet, där flera av Sergius anhängare gravsattes.

## 1500-talet

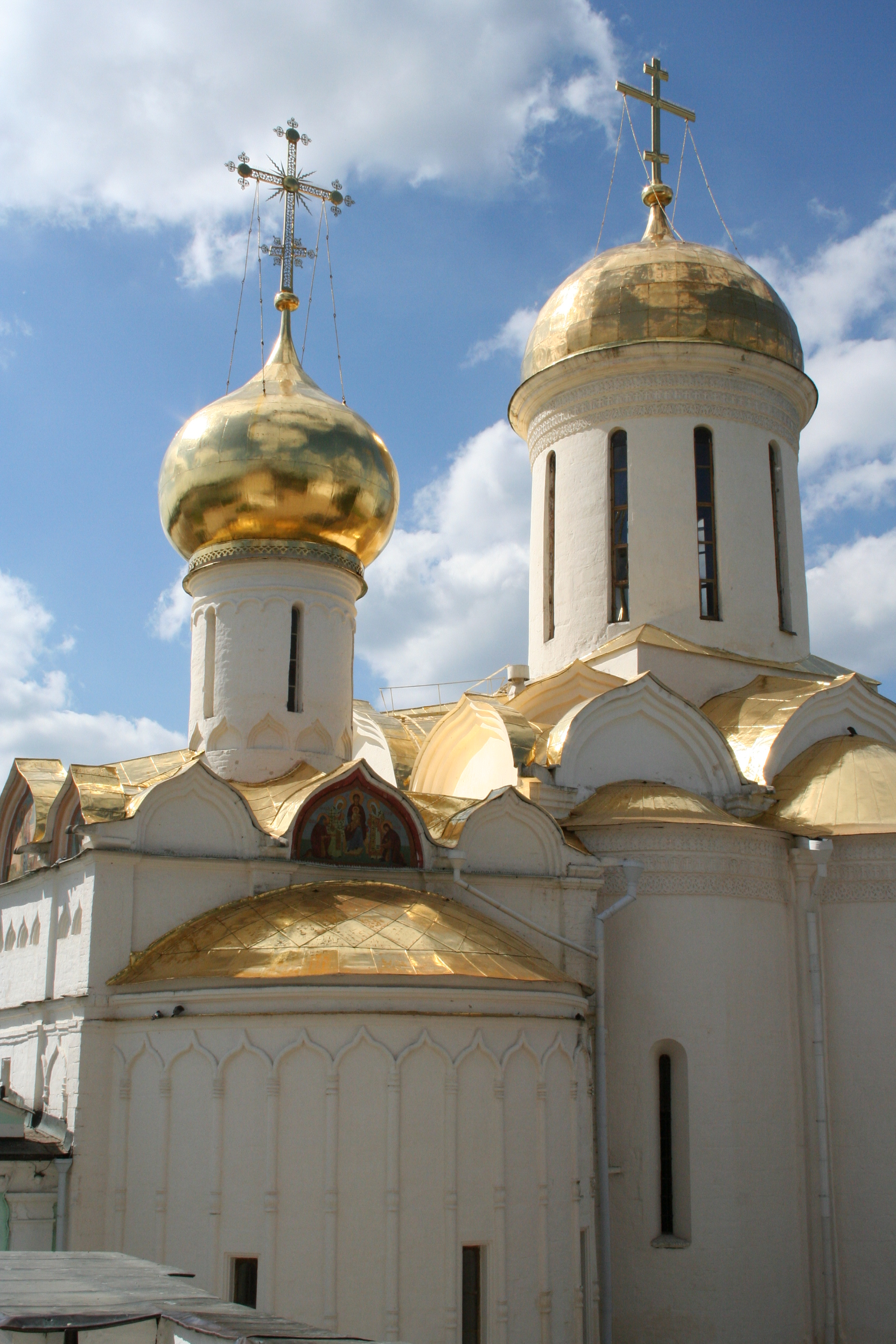
Trefaldighetskatedralen (1422–1423).

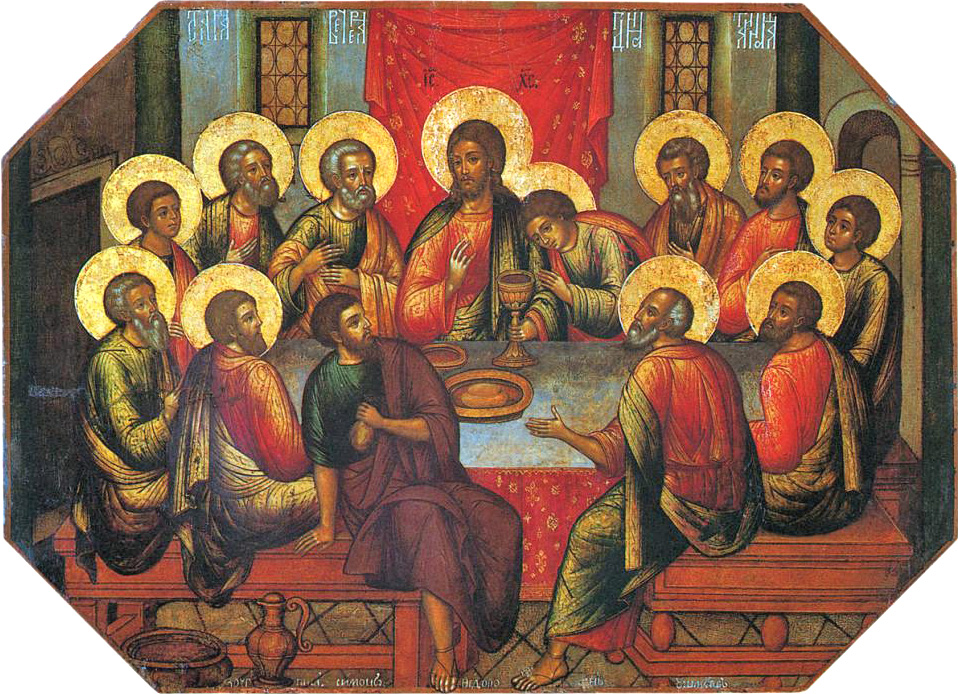
ikonen Sista måltiden.

Det tog 26 år att uppföra Marie himmelsfärds kyrka, uppburen av 6 pelare och beställd av Ivan IV av Ryssland 1559. Katedralen är betydligt större än dess modell i Kreml, Moskva. Den magnifika ikonostasen från 1500- till 1700-talen visar Simon Usjakovs mästerverk "Den sista måltiden".
Interiörväggarna målades med violetta och blåa fresker av ett lag av Jaroslavlmästare 1684. Valven hyser Boris Godunov och hans familjs grav samt flera av 1900-talets patriarker.
När klostret växte till en av de största markägarna i Ryssland, höggs skogen intill ned och en by (eller posad) växte upp nära klostermurarna. Denna utvecklades gradvis till dagens Sergijev Posad. Själva klostret var ett centrum för krönikeskrivande och ikonmålning. Alldeles mitt emot klostermurarna grundades Sankt Paraskevas nunnekloster, här finns byggnader såsom Sankt Paraskeva kyrka (1547), Introituskyrkan (1547), och ett 1600-talskapell över Sankt Paraskevas källa syns ännu.

## 1600-talet

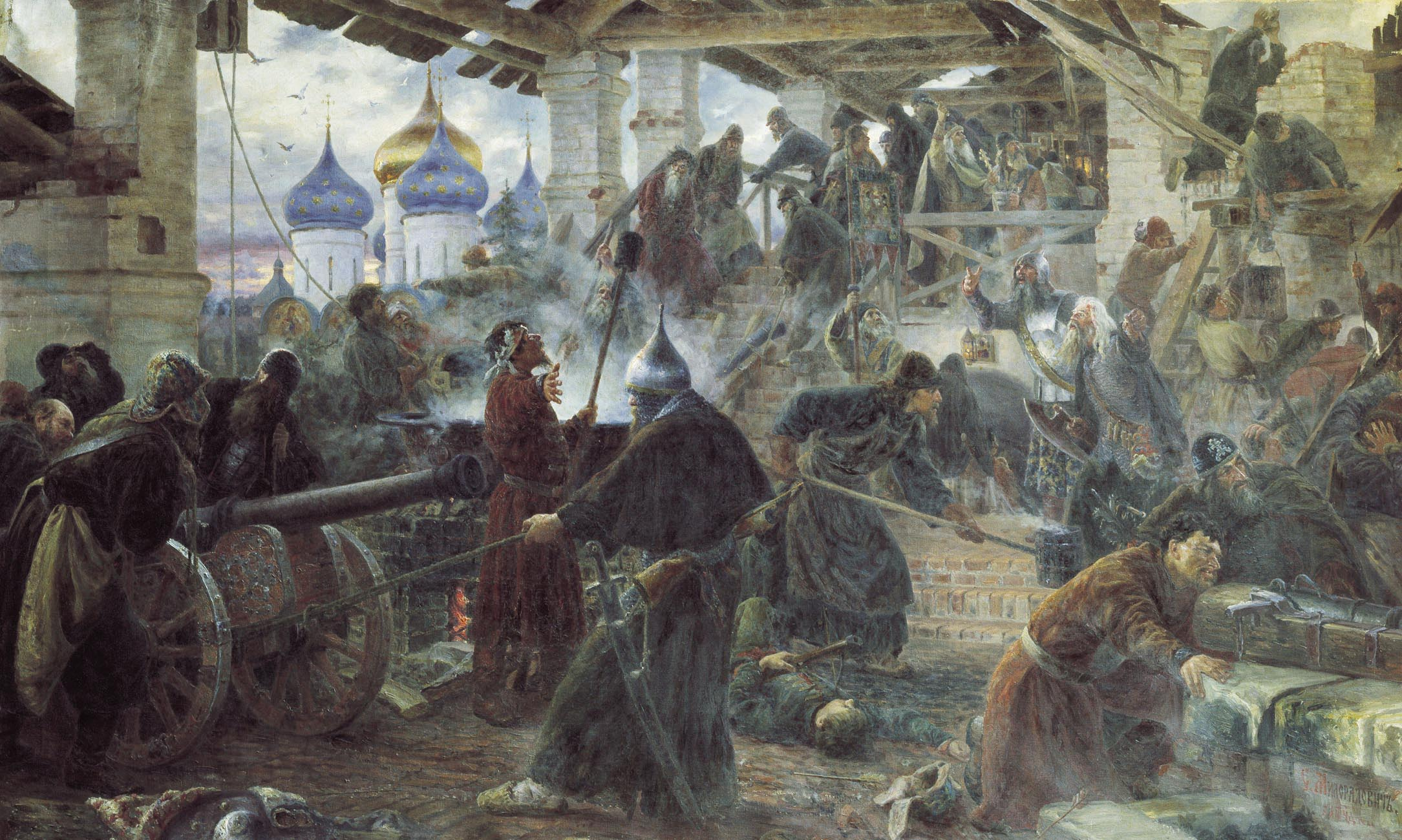
Belägringen av klostret 1608–1610: Ortodoxa munkar ledda av krönikeskrivaren Avraamij Palitsyn försvarade klostret mot polsk-litauiska trupper från september 1609 till januari 1611.

På 1500-talet ersattes en träpalissad runt klostret med en 1,5 km lång stenmur med tolv torn, som bidrog till att klostret stod emot belägringen av Troitse-Sergijeva lavra år 1608–1610. Ett skotthål i katedralens port har bevarats som en påminnelse om Vladislav IV av Polens misslyckade belägring 1618.
Vid slutet av 1600-talet, efter att den unge Peter I av Ryssland vid två tillfällen fått skydd från sina fiender inne i klostret, uppfördes ett antal byggnader, bland dessa ett mindre barockpalats för patriarkerna, känd för sin överdådiga interiör, och ett kungligt palats, med fasaderna målade som schackspelsrutor. Sankt Sergius refektorium täcker 510 kvadratmeter och målat i schackbrädedesign, var då den största gästabudshallen i Ryssland. Johannes döparens födelsekyrka med fem kupoler (1693–1699) beställdes av Stroganovs och byggdes över en av portarna. Andra 1600-talsbyggnader som kan nämnas är munkarnas celler, ett sjukhus med en tältkyrka ovanpå och ett kapell byggt över en helig källa upptäckt 1644.

## 1700- och 1800-talen

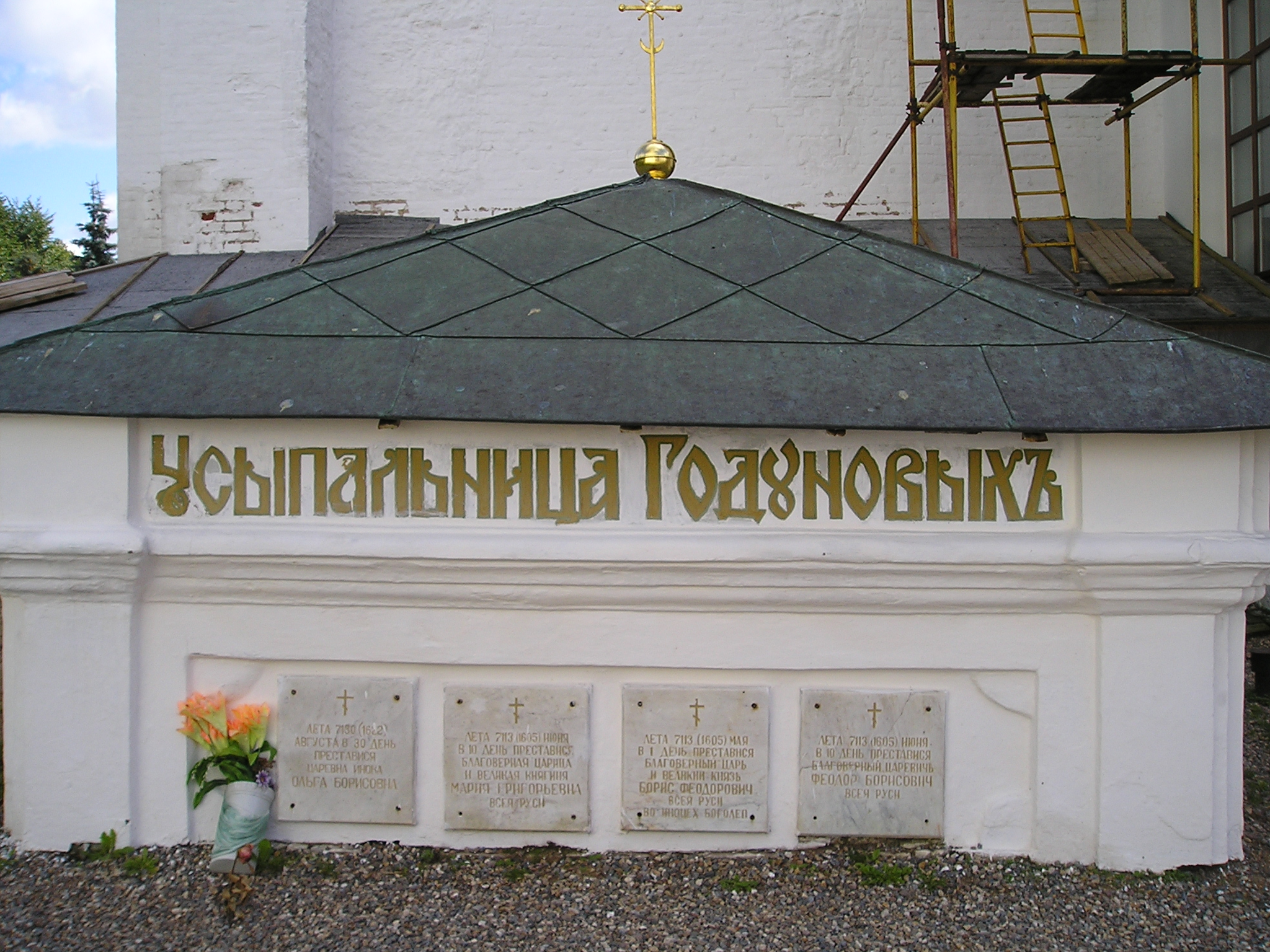
Tsarätten Godunovs gravar

1744 upphöjde kejsarinnan Elisabet av Ryssland klostret till ett lavrakloster. Metropoliten i Moskva blev därmed även arkimandrit över lavraklostret. Elisabet favoriserade särskilt Trefaldigheten och gjorde årligen en vandring från Moskva till klostret. Hennes hemliga make, Aleksej Razumovskij, följde henne på sådana resor och beställde en barockkyrka till Jungfrun i Smolensk, den sista större helgedomen som uppfördes i lavran. Ett annat av Elisabets löfte, som visar på hennes tillgivenhet för klostret, är ett blå-vitt klocktorn i barockstil, som, med sina 88 meter i höjd, var en av de högsta byggnaderna som någonsin byggts i Ryssland vid denna tid. Dess arkitekter var Ivan Mitjurin och Dmitrij Uchtomskij.
Under hela 1800-talet behöll klostret sin status som det rikaste ryska klostret. Ett prästseminarium grundat 1742 följdes av en kyrklig akademi 1814. Klostret braverade med en enastående samling manuskript och böcker. Medeltida samlingar i Lavrans sakristia drog till sig tusentals besökare. I Sergijev Posad har klostret upprätthållit flera sketer, av vilka en är begravningsplats för de konservativa filosoferna Konstantin Leontiev och Vasilij Rozanov.

## 1900-talet

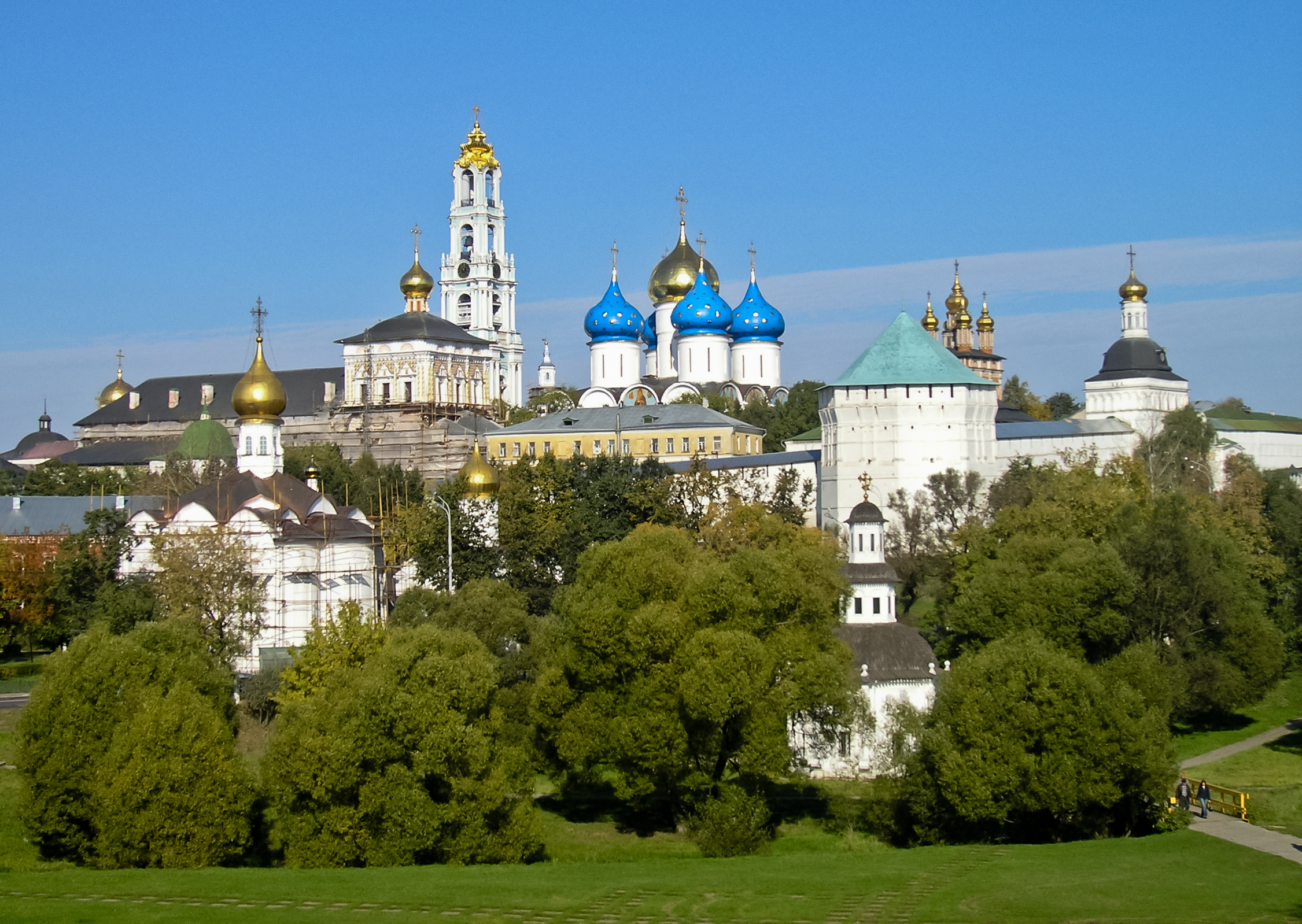
Vy över klostret.

Efter Ryska revolutionen stängde sovjetregimen lavran 1920. Byggnaderna kom därefter att användas för olika myndigheter eller blev museum. 1930 togs klockorna ned och förstördes, däribland den 65 ton tunga Tsar-klockan. Pavel Florenskij och hans anhängare lyckades med svårighet stoppa myndigheterna från att stjäla och sälja samlingen i sakristian men sammantaget förlorades eller flyttades många värdeföremål.
1945, efter Josef Stalins tillfälliga tolerans för kyrkan under andra världskriget, återlämnades klostret till rysk-ortodoxa kyrkan. I april 1946 återinfördes gudstjänster i Marie insomnandes katedral. Lavran förblev Moskvapatriarkens säte fram till 1983, då patriarken tilläts bosätta sig i Danilovklostret i Moskva. Efter detta fortsatte klostret som huvudcentrum för religiös utbildning. Betydande restaureringsarbeten genomfördes under 1960- och 1970-talen. 1993 fick lavraklostret världsarvsstatus.
Lavran har ett antal "uppsökandekontor" (podvorie) i dess närhet men även på andra håll i Ryssland. Lavrans prästmunkar har bemannat ett antal sketer på avlägsna platser (såsom på ön Anzerskij på Solovetskijöarna i Vita havet), såväl som Trefaldighetskyrkan på King George Island i Antarktis.

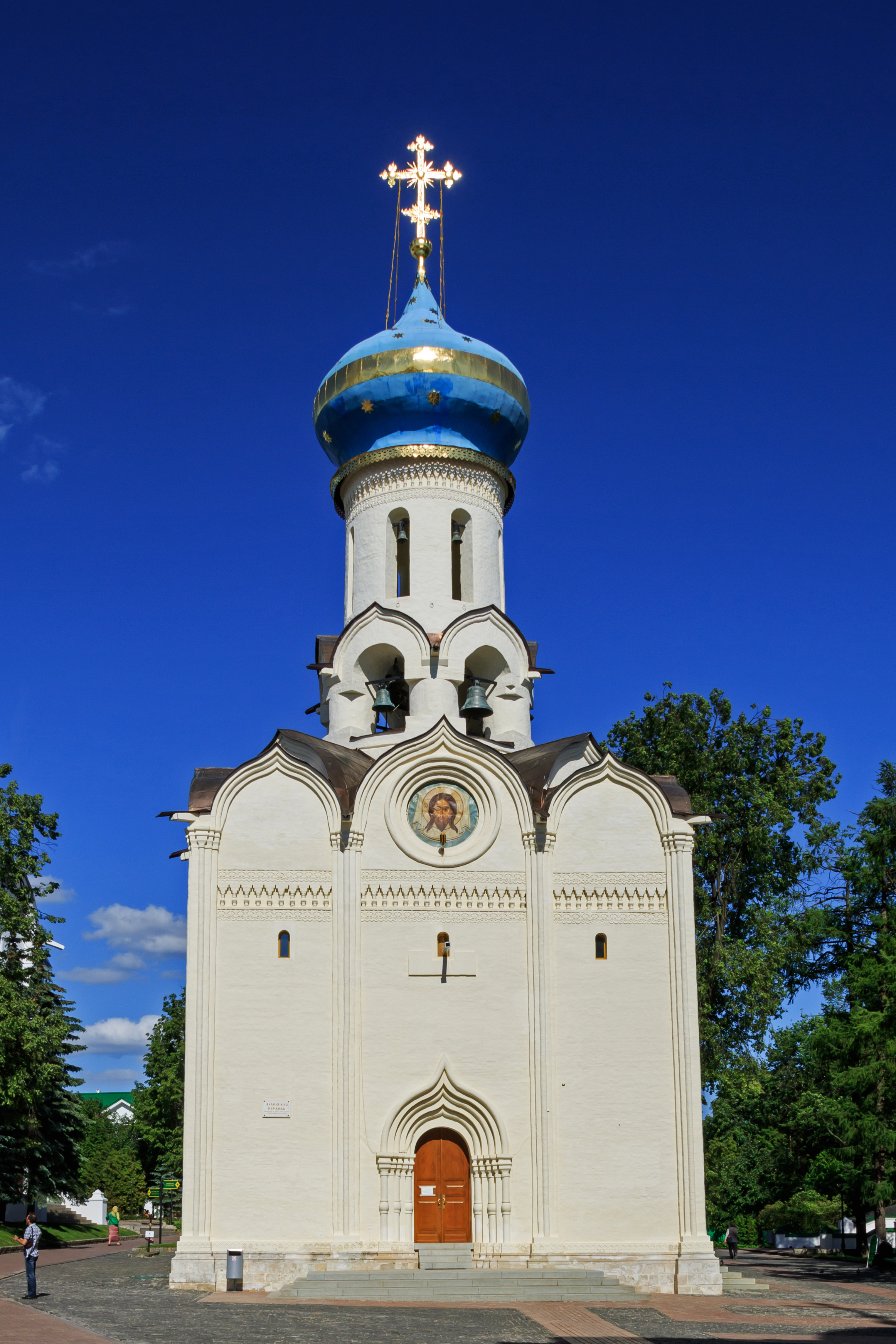
Helige Andens kyrka (1476)
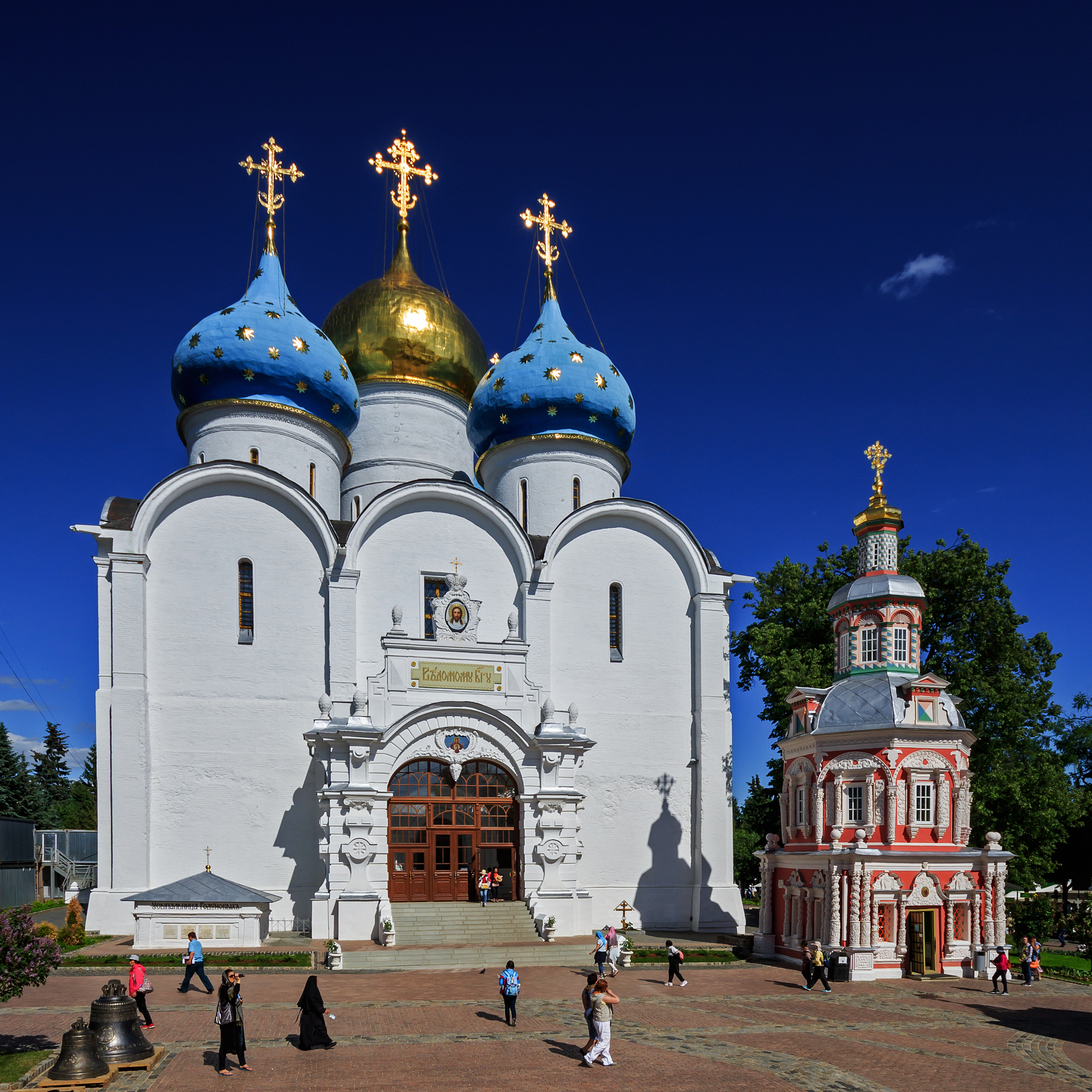
Marie avsomnandes kyrka (1559–1585)
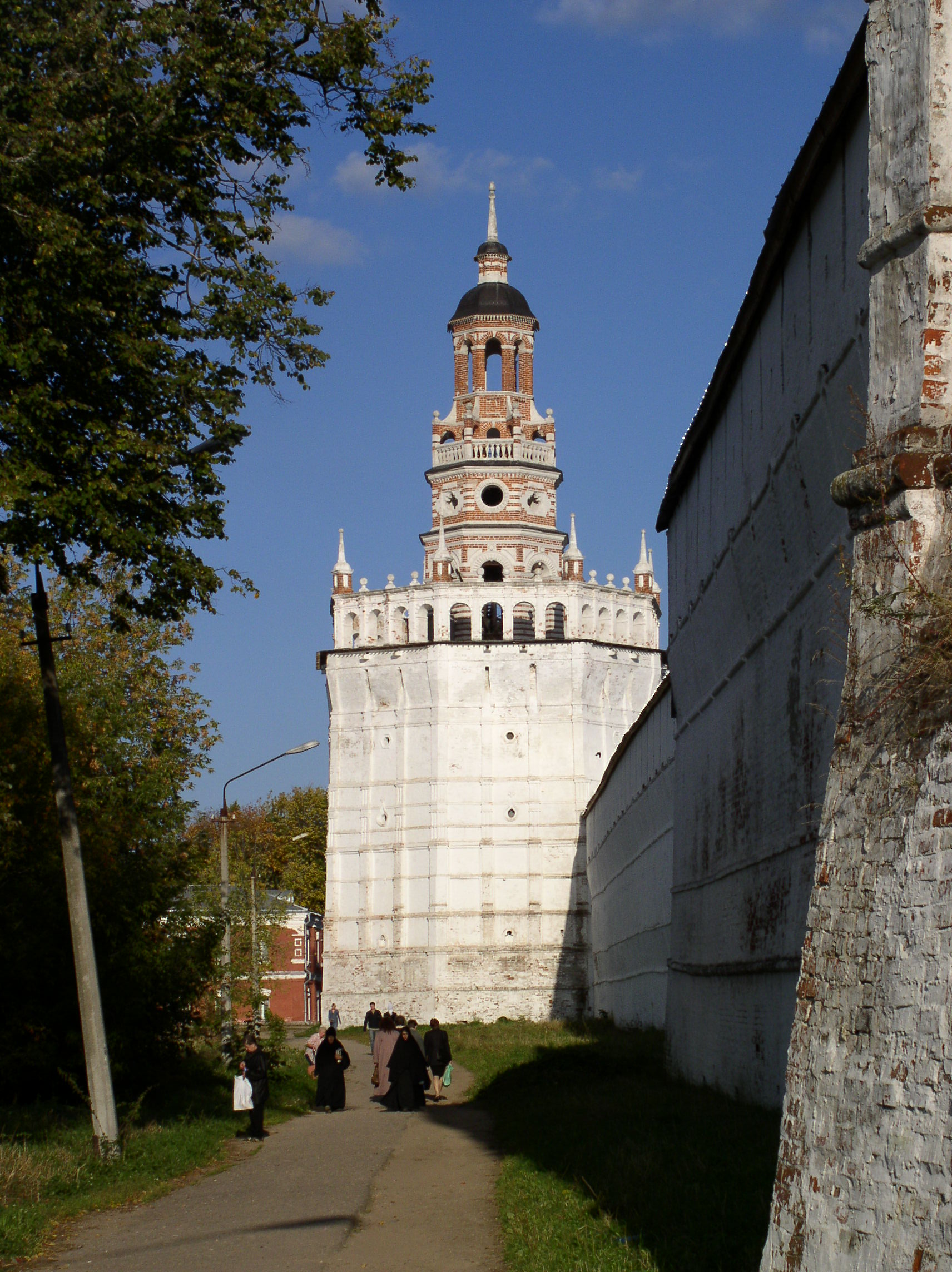
Torn (1650)
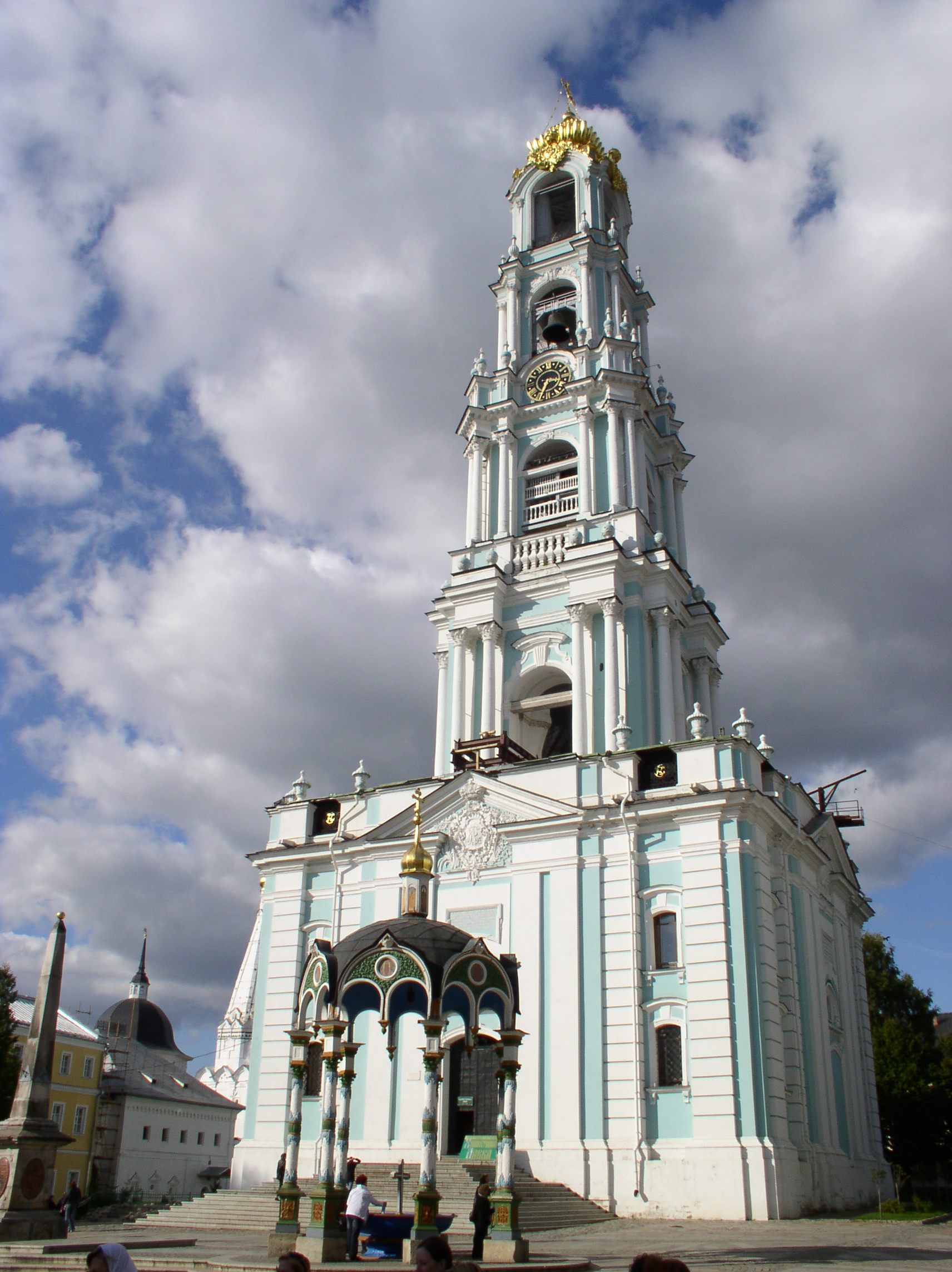
Klocktornet (1740–1770)